# Wisiaty (rejon brasławski)
Wisiaty – dawna kolonia. Tereny, na których leżała, znajdują się obecnie na Białorusi, w obwodzie witebskim, w rejonie brasławskim, w sielsowiecie Ciecierki.

## Historia
W czasach zaborów folwark w gminie Nowy Pohost, w powiecie dzisieńskim, w guberni wileńskiej Imperium Rosyjskiego. Od 1840 roku własność Żabów.
W latach 1921–1945 folwark a następnie kolonia leżała w Polsce, w województwie wileńskim, w powiecie dziśnieńskim (od 1926 w powiecie brasławskim) w gminie Nowy Pohost.
Według Powszechnego Spisu Ludności z 1921 roku zamieszkiwało tu 25 osób, 19 było wyznania rzymskokatolickiego, 5 prawosławnego a 1 ewangelickiego. Jednocześnie 2 mieszkańców zadeklarowało polską, 22 białoruską a 1 łotewską przynależność narodową. Było tu 5 budynków mieszkalnych. W 1931 w 15 domach zamieszkiwało 95 osób.
Wierni należeli do parafii rzymskokatolickiej w Borodzieniczach. Miejscowość podlegała pod Sąd Grodzki w Drui i Okręgowy w Wilnie; właściwy urząd pocztowy mieścił się w Nowym Pohoście.